# تراث كلاسيكي

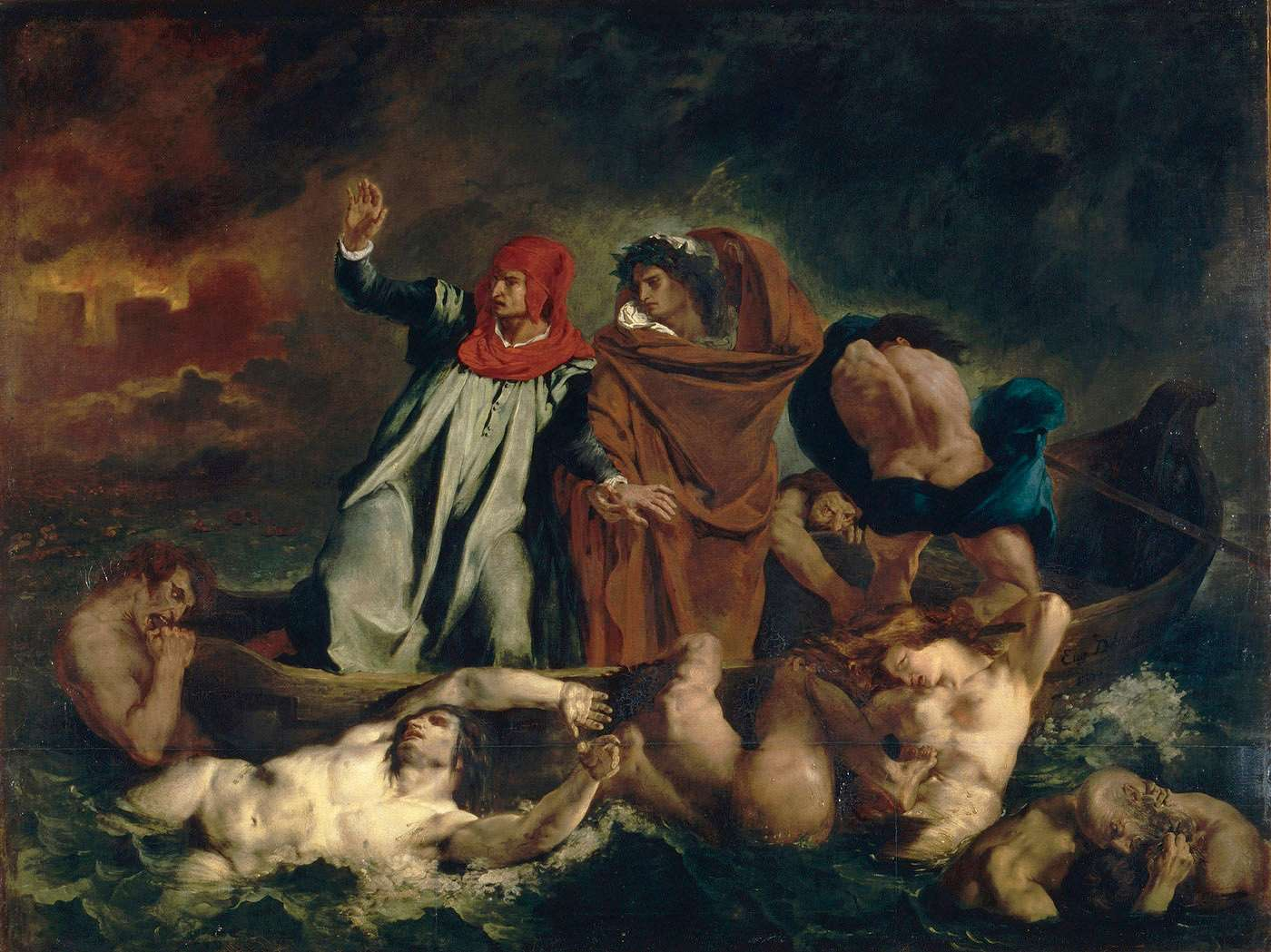

التراث الكلاسيكي الغربي هو تلاقي العصور القديمة الرومانية اليونانية الكلاسيكية مع الثقافات اللاحقة، وخصوصًا ما بعد الكلاسيكية الغربية، بما فيها النصوص، والتماثيل، والمواضيع، والأفكار، والمؤسسات، والمعالم، وأسلوب البناء، والمنتجات الثقافية، والطقوس، والممارسات والأقوال. أهم ثلاثة أمثلة على بقاء الثقافة الكلاسيكية واستمرار تأثيرها هي الفلسفة والفكر السياسي والميثولوجيا. يُعتبر الغرب إحدى ثقافات العالم التي تمتلك تراثًا كلاسيكيًا، بما في ذلك الثقافات الإسلامية واليهودية والصينية واليابانية.
تختلف دراسة التراث الكلاسيكي عن فقه اللغات الكلاسيكية، التي تسعى لاستعادة «المعاني التي كانت تحملها النصوص القديمة في سياقاتها الأصلية». وتبحث في كل الجهود اللاحقة للكشف عن وقائع العالم الروماني اليوناني و«سوء الفهم الإبداعي» الذي يعيد تفسير الأفكار والقيم القديمة والنماذج الجمالية للاستخدام المعاصر. عرّف الكلاسيكي والمترجم تشارلز مارتينديل تلاقي العصور القديمة الكلاسيكية بأنه «عملية ثنائية الاتجاه... يتحاور فيها الماضي والحاضر مع بعضهما البعض».

## نبذة تاريخية
تتركز بداية الوعي الذاتي للتراث الكلاسيكي غالبًا في عصر النهضة، وذلك من خلال أعمال فرانشيسكو بتراركا في إيطاليا، في القرن الرابع عشر. على الرغم من أن بتراركا كان يعتقد أنه يستعيد الفكرة الواضحة والخالية من العوائق للماضي الكلاسيكي، الذي كان غامضًا على مدى قرون، فقد استمر التراث الكلاسيكي في الواقع بلا انقطاع خلال العصور الوسطى. لم تكن هناك لحظة انقطاع واحدة عندما نام سكان ما كان يُعرف سابقًا بالامبراطورية الرومانية في العصور القديمة، واستيقظوا في العصور الوسطى.
بالأحرى؛ حدث التحول الثقافي على مدى قرون. من ناحية ثانية، يبدو أن استخدام التراث الكلاسيكي ومعناه يتغيران بشكل تدريجي مع ظهور حركة الإنسانية.
يُعد مصطلح «التراث الكلاسيكي» في حد ذاته تسمية حديثة، توضّحت بشكل بارز في فترة ما بعد الحرب العالمية الثانية في كتاب التراث الكلاسيكي: التأثيرات الرومانية والإغريقية على الأدب الغربي لغيلبرت هايت (1949) والإرث الكلاسيكي وانتفاعاته للمؤلف آر. آر. بولغار (1954). تُشتق الكلمة الإنكليزية « tradition- تراث»، بمفهومها عن «تسليم» الثقافة الكلاسيكية، من الأفعال اللاتينية trado, tradere, traditus بمعنى «تسليم، تحويل».
يمكن أن يسمّي الكاتبون والرسامون المتأثرون بالتراث الكلاسيكي أعمالهم بأسماء النماذج القديمة، أو يشيرون إليها ضمنيًا في أعمالهم. غالبًا ما يستنتج الباحثون التأثير الكلاسيكي من خلال أساليب مقارنة تكشف أنماط تفكيرهم. تتضمن نسخ المؤلفين للنصوص الإغريقية واللاتينية أحيانًا، تعليقات مكتوبة بخط اليد تقدم دليلًا مباشرًا عن كيفية قراءتهم وفهمهم للنماذج الكلاسيكية، على سبيل المثال، مكّن اكتشاف نسخة مونتين من لوكريتيوس في نهايات القرن العشرين، الباحثين من توثيق تأثير كان قد اكتُشف منذ فترة طويلة.